# Nuttallanthus floridanus
Nuttallanthus floridanus là một loài thực vật có hoa trong họ Mã đề. Loài này được (Chapm.) D.A. Sutton mô tả khoa học đầu tiên năm 1988.